# 가케하시 시치다유
가케하시 시치다유(일본어: 梯七太夫, 생년 미상 ~ 1598년)는 일본 아즈치모모야마 시대의 통역관이다. 조선 측 기록에는 요시라(要矢羅)라고 기록되어 있다. 대마도 출신으로, 고니시 유키나가의 사위인 대마도주 소 요시토시의 부하였다. 임진왜란 당시 조선군과 일본군 사이에서 이중간첩 행위를 했으며, 《선조실록》에서 1595년 ~ 1597년 사이에 그 이름이 매우 빈번하게 등장한다. 최종적으로는 일본군에게 완전히 포섭되어 1597년(선조 30년) 음력 2월 고니시의 지령을 받고 김응서에게 고니시와 가토의 사이가 나쁘니 가토만 잡으면 된다는 허위정보(고니시가 준 정보는 사실이었으나 당시 이순신은 적이 주는 정보는 거짓일 것이라 판단하여 이를 믿지 않았다.)를 흘려 이순신이 파직되게(당시 이순신은 가토가 이미 부산에 상륙했다는 이유로 출병을 거부했다.) 만들었다.
이후 1598년 말에 쓰시마섬 측에서 요시라를 사신으로 삼아 한양으로 파견했는데, 칠천량 전투로 인해 이미 요시라에게 이를 갈고 있던 조선측에서는 요시라를 냉큼 잡아다 요동으로 압송하였고, 명나라로 끌려간 요시라는 그곳에서 처형당하였다. 그러나 아무리 요시라가 이중간첩이었다 하나 정식으로 서임된 외교관격 이었기에 일본측에선 왜 요시라를 돌려보내지 않냐고 항의했고, 조선의 비변사에서는 명나라 군대가 주둔한 탓에 조선이 단독으로 결정할 수 없어 요시라를 비롯한 사신단을 명나라로 보냈고, 그 이후 우리는 소식을 알 수 없다고 둘러댔다. 이후 일본측에서도 별로 가치가 크지 않은 인물인 요시라의 행방에 대해 더 왈가왈부하는 일은 없었고, 요시라는 행방불명 처리되었다.